# Битка при Хидасп
Битката при Хидасп през 326 г. пр.н.е. между войските на Александър Македонски и на индийския раджа Пор (Пурурава или Пурушотама на санскрит) на бреговете на р. Хидасп (дн. Джелам, Пакистан) завършва с македонска победа, въпреки яростната съпротива на индийците. Това е последната голяма битка на македонския завоевател. Изтощената му от преходите, климата и битките армия скоро след това се разбунтува и той е принуден да отмени похода си в Индия.

## Предходни събития
След като Александър побеждава последните сили на Персийската империя, водени от Бес и Спитамен през 328 г. пр.н.е., той предприема поход за завладяване на Индия. Основната част от армията минава през Кхиберския проход на планините Хиндукуш, но малка част предвождана от Александър минава по северния маршрут, завземайки крепостта Аом (дн. Пир-Сар, Пакистан). В ранната пролет на следващата година той се съюзява с раджата на Таксила срещу раджата на Хидасп.

## Ход на военните действия

### Разположение на силите
Пор заема южния бряг на р. Хидасп, която е дълбока и бърза и не може да бъде прекосена, ако на отсрещния бряг има вражеска сила. Александър придвижва войските си нагоре-надолу по реката, но Пор го следва на другия бряг. Накрая Александър намира подходящо място за прекосяване на реката на 30-на км нагоре по течението от лагера си. Той оставя Кратер с по-голямата част от войската в лагера, а с около 10 000 пехотинци и 5000 кавалеристи прекосява реката.
Александър е планирал, ако Пор се придвижи нагоре по реката, за да го посрещне, Кратер да я форсира, там, където се намира, но да остане на мястото си, ако Пор се изправи срещу него с малка част от армията си.
Пор изпраща малка част от кавалеристи и колесници да посрещнат Александър, но те са разбити, а синът на Пор, който ги е водил, е убит. Пор осъзнава, че силата на Александър е значителна и се отправя да го посрещне, оставяйки малък отряд, който да попречи на Кратер да прекоси реката.

### Битката
Когато битката започва македонската конница е вдясно на линията, но Александър изпраща група кавалерия, която да заобиколи индийците и да ги нападне в гръб. Индийците са разположили конница на двата фланга, в центъра слонове, а зад слоновете пехота. Слоновете уплашват македонските коне, което попречва на Александър да използва тактиката от Иса и Гавгамела, където използва разреждане на вражеската линия, за да се вреже в нея с придружаващата конница.
Александър започва битката, като изпраща конни стрелци, които да обсипят със стрели лявото индийски крило. След това той води конно нападение срещу това крило, което принуждава дясното индийски крило да се притече на помощ. В този момент Александър изпраща офицера си Койн да нападне лявото индийско крило, обхождайки го отстрани или след маневра, за заблуда срещу дясното крило. Александър успява да унищожи индийската конница, излагайки възможно най-малко конницата си на нападение от слоновете.
Македонската фаланга се изправя срещу бойните слонове и спира напредъка им, но с тежки жертви. Македонците накрая обкръжават индийците, които се предават. Ранен в рамото, два метра висок, изправен на крака, Пор е попитан от Александър как иска да бъде третиран. „Отнеси се с мен, Александре, като с цар“ отвръща Пор.

## Последици
Александър е впечатлен от храбростта на Пор и го оставя да управлява Хидасп като негов наместник. Той основава град на мястото на битката, наречен от него Никея. На отсрещния бряг на реката той основава Александрия Буцефала, в памет на умрелия си любим кон Буцефал.
След като прекосяват р. Беас в дн. Пенджаб, Индия, македонските войски се разбунтуват и отказват да продължат. Въпреки гнева си Александър е принуден да склони на тяхното искане и по поречието на р. Инд се отправя на юг, след което на запад към Персия.

## Филм
Битката е пресъздадена във филма на Оливър Стоун от 2004 г. Александър.